# Іштуганово
Іштуга́ново (рос. Иштуганово, башк. Иштуған) — присілок у складі Мелеузівського району Башкортостану, Росія. Адміністративний центр Іштугановської сільської ради.
Населення — 339 осіб (2010; 315 в 2002).
Національний склад:
- башкири — 94%